# Esperia Football Club 1920-1921
Questa pagina raccoglie i dati riguardanti l'Esperia Football Club nelle competizioni ufficiali della stagione 1920-1921.

## Stagione
L'Esperia, che nel 1919 ha cambiato denominazione da "Associazione ex-Martinitt" (fondata nel 1914), si è appena affiliata alla F.I.G.C. provenendo dall'U.L.I.C. comasco, campionato locale che l'aveva vista vittoriosa con lo stesso organico.
Superati il girone di qualificazione regionale, gli "aquilotti", come erano chiamati i calciatori esperini, si aggiudicarono il titolo di "Campione Lombardo di Promozione 1920-1921" venendo subito promossi in Prima Divisione. 

## Rosa
| N. |                   | Ruolo | Calciatore           |
| -- | ----------------- | ----- | -------------------- |
|    | Italia (bandiera) | C     | Carlo Ballerini      |
|    | Italia (bandiera) | C     | Egidio Bazzini       |
|    | Italia (bandiera) | D     | Francesco Casartelli |
|    | Italia (bandiera) | A     | Pierino Castelli     |
|    | Italia (bandiera) | A     | Armando Corsiglia    |
|    | Italia (bandiera) | D     | Plinio Farina        |

| N. |                   | Ruolo | Calciatore                    |
| -- | ----------------- | ----- | ----------------------------- |
|    | Italia (bandiera) | A     | Luigi Fazzini                 |
|    | Italia (bandiera) | D     | Gabriele Locatelli (capitano) |
|    | Italia (bandiera) | A     | Paolo Martinelli              |
|    | Italia (bandiera) | A     | Giuseppe Ronchetti (II)       |
|    | Italia (bandiera) | P     | Guerrino Tagliabue            |